# Kanabō

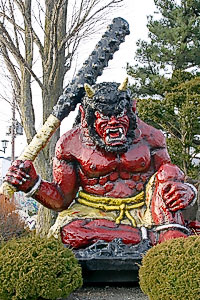
Estatua de un oni armado con un kanabō.

El kanabō (金棒?) es un báculo de hierro o acero que se utilizaba como arma durante el Japón feudal. Era construido a partir de madera de roble a la cual se le daba un recubrimiento metálico desde el extremo hasta su parte media, además de incorporarle tachuelas metálicas. Su tamaño podía variar hasta alcanzar una longitud de entre 1, 2 e incluso 5 metros. Algunas versiones posteriores se fabricaron exclusivamente de metal aunque de menor tamaño. Por su fabricación, era un arma de gran peso.
Debido a su enorme peso, pocos soldados lo usaban. La finalidad del kanabō era la de triturar a golpes la armadura del adversario y lograr daños óseos debajo de ella, así como romper las patas de los caballos. El arte marcial dedicado a su uso se conoce como kanabōjutsu y consiste en lograr desarrollar la fuerza y equilibrio necesarios para dominarla con maestría, debido a que fallar un golpe podía dejar al guerrero indefenso ante un rápido contragolpe.
Esta arma tiene un trasfondo mítico, ya que muchos onis son representados llevando armas de este tipo, para subrayar su colosal fuerza. De hecho, aún en Japón se usa la expresión "como dar un kanabo a un oni" para definir una ventaja extra a quien ya tiene la suficiente como para ganar en alguna competición.

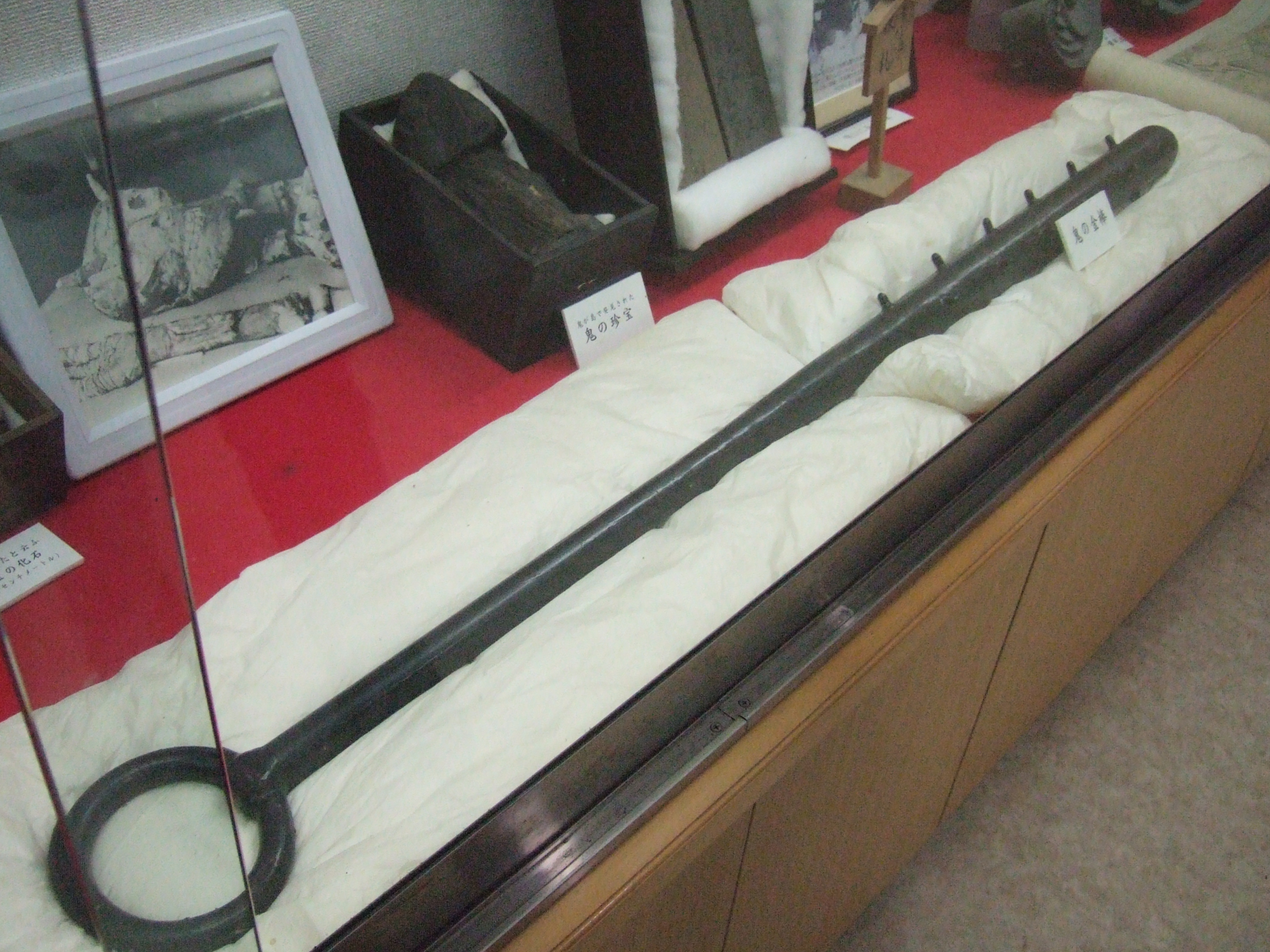
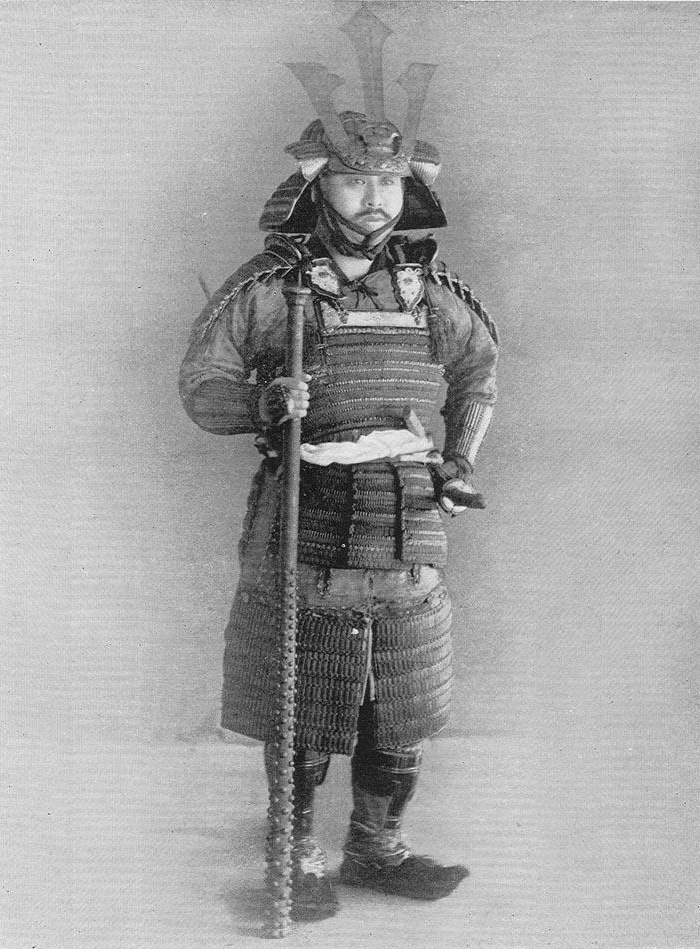
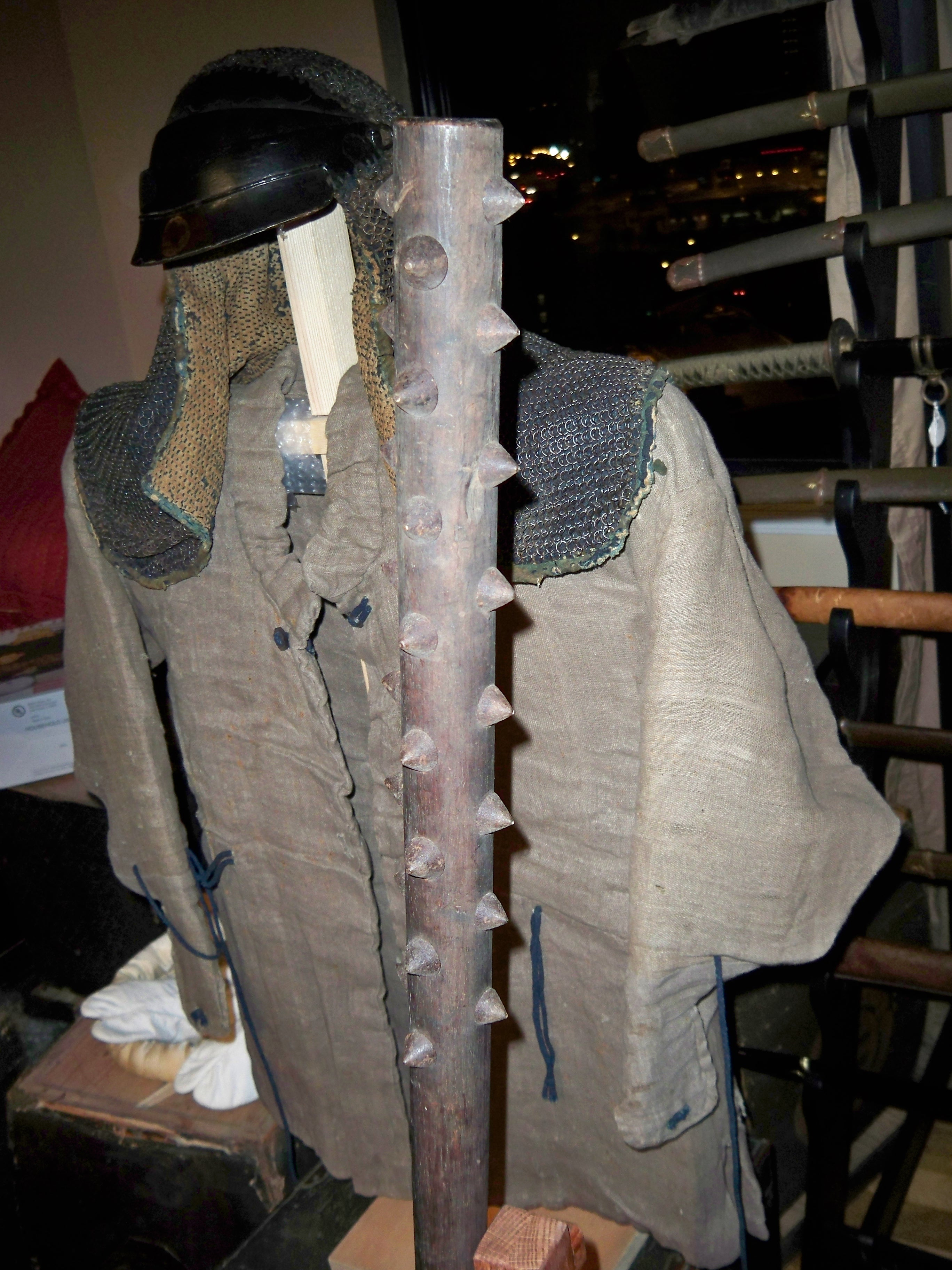